# Sportovní střelba na Olympiádě dětí a mládeže
Sportovní střelba je jedním ze sportů zastoupených na Olympiádě dětí a mládeže, což jsou celorepublikové sportovní hry krajských reprezentací v kategorii dorostu. Projekt ODM je organizován Českým olympijským výborem. Poprvé se sportovní střelba objevila na Letní ODM ve Zlínském kraji v roce 2013. Od té doby je zastoupena na letních olympiádách dětí a mládeže až dodnes. Počet a druh disciplín se mění podle možností jednotlivých pořádajících krajů.

## Zlínský kraj (ODM 2013)
| Letní olympiáda dětí a mládeže 2013 (sportovní střelba) | Letní olympiáda dětí a mládeže 2013 (sportovní střelba) | Letní olympiáda dětí a mládeže 2013 (sportovní střelba) | Letní olympiáda dětí a mládeže 2013 (sportovní střelba) | Letní olympiáda dětí a mládeže 2013 (sportovní střelba) | Letní olympiáda dětí a mládeže 2013 (sportovní střelba) |
| Pořadí                                                  | Krajská reprezentace                                    | Zlato                                                   | Stříbro                                                 | Bronz                                                   | Celkem                                                  |
| ------------------------------------------------------- | ------------------------------------------------------- | ------------------------------------------------------- | ------------------------------------------------------- | ------------------------------------------------------- | ------------------------------------------------------- |
| 1.                                                      | Královéhradecký kraj                                    | 2                                                       | 0                                                       | 0                                                       | 2                                                       |
| 2.                                                      | Zlínský kraj                                            | 1                                                       | 0                                                       | 1                                                       | 2                                                       |
| 3.                                                      | Moravskoslezský kraj                                    | 1                                                       | 0                                                       | 1                                                       | 2                                                       |
| 4.                                                      | Karlovarský kraj                                        | 0                                                       | 1                                                       | 0                                                       | 1                                                       |
| 4.                                                      | Kraj Vysočina                                           | 0                                                       | 1                                                       | 0                                                       | 1                                                       |
| 4.                                                      | Jihomoravský kraj                                       | 0                                                       | 1                                                       | 0                                                       | 1                                                       |
| 4.                                                      | Hlavní město Praha                                      | 0                                                       | 1                                                       | 0                                                       | 1                                                       |
| 8.                                                      | Jihočeský kraj                                          | 0                                                       | 0                                                       | 1                                                       | 1                                                       |
| 8.                                                      | Plzeňský kraj                                           | 0                                                       | 0                                                       | 1                                                       | 1                                                       |

## Plzeňský kraj (ODM 2015)
Letní olympiáda v roce 2015 byla zatím jedinou, kde se kromě vzduchových disciplín soutěžilo i v těch malorážných, a to díky tomu, že závody probíhaly na armádní střelnici v Lobzích, která je nejlepší v České republice.
| Letní olympiáda dětí a mládeže 2015 (sportovní střelba) | Letní olympiáda dětí a mládeže 2015 (sportovní střelba) | Letní olympiáda dětí a mládeže 2015 (sportovní střelba) | Letní olympiáda dětí a mládeže 2015 (sportovní střelba) | Letní olympiáda dětí a mládeže 2015 (sportovní střelba) | Letní olympiáda dětí a mládeže 2015 (sportovní střelba) |
| Pořadí                                                  | Krajská reprezentace                                    | Zlato                                                   | Stříbro                                                 | Bronz                                                   | Celkem                                                  |
| ------------------------------------------------------- | ------------------------------------------------------- | ------------------------------------------------------- | ------------------------------------------------------- | ------------------------------------------------------- | ------------------------------------------------------- |
| 1.                                                      | Plzeňský kraj                                           | 2                                                       | 2                                                       | 1                                                       | 5                                                       |
| 2.                                                      | Středočeský kraj                                        | 2                                                       | 2                                                       | 0                                                       | 4                                                       |
| 3.                                                      | Karlovarský kraj                                        | 2                                                       | 1                                                       | 0                                                       | 3                                                       |
| 4.                                                      | Moravskoslezský kraj                                    | 1                                                       | 0                                                       | 2                                                       | 3                                                       |
| 5.                                                      | Liberecký kraj                                          | 1                                                       | 0                                                       | 1                                                       | 2                                                       |
| 6.                                                      | Hlavní město Praha                                      | 0                                                       | 1                                                       | 1                                                       | 2                                                       |
| 7.                                                      | Jihočeský kraj                                          | 0                                                       | 1                                                       | 0                                                       | 1                                                       |
| 7.                                                      | Královéhradecký kraj                                    | 0                                                       | 1                                                       | 0                                                       | 1                                                       |
| 9.                                                      | Jihomoravský kraj                                       | 0                                                       | 0                                                       | 1                                                       | 1                                                       |
| 9.                                                      | Ústecký kraj                                            | 0                                                       | 0                                                       | 1                                                       | 1                                                       |
| 9.                                                      | Pardubický kraj                                         | 0                                                       | 0                                                       | 1                                                       | 1                                                       |

## Jihomoravský kraj (ODM 2017)
Dočasná střelnice byla postavena v areálu brněnského výstaviště, konkrétně v pavilonu H. Pořadatelem se stalo Jihomoravské krajské sdružení Českého střeleckého svazu. Oficiální trénink se konal v sobotu 24. června a od 25. do 28. probíhaly jednotlivé závody a finále. Jelikož probíhaly závody na vnitřní střelnici postavené jen pro tento účel, střílely se pouze vzduchové disciplíny - tradiční "čtyřicítka" a nově i mix družstev, který byl na program olympiády zařazen z toho důvodu, že i na "velké" olympiádě byl zařazen na program místo malorážné libovolné pistole.

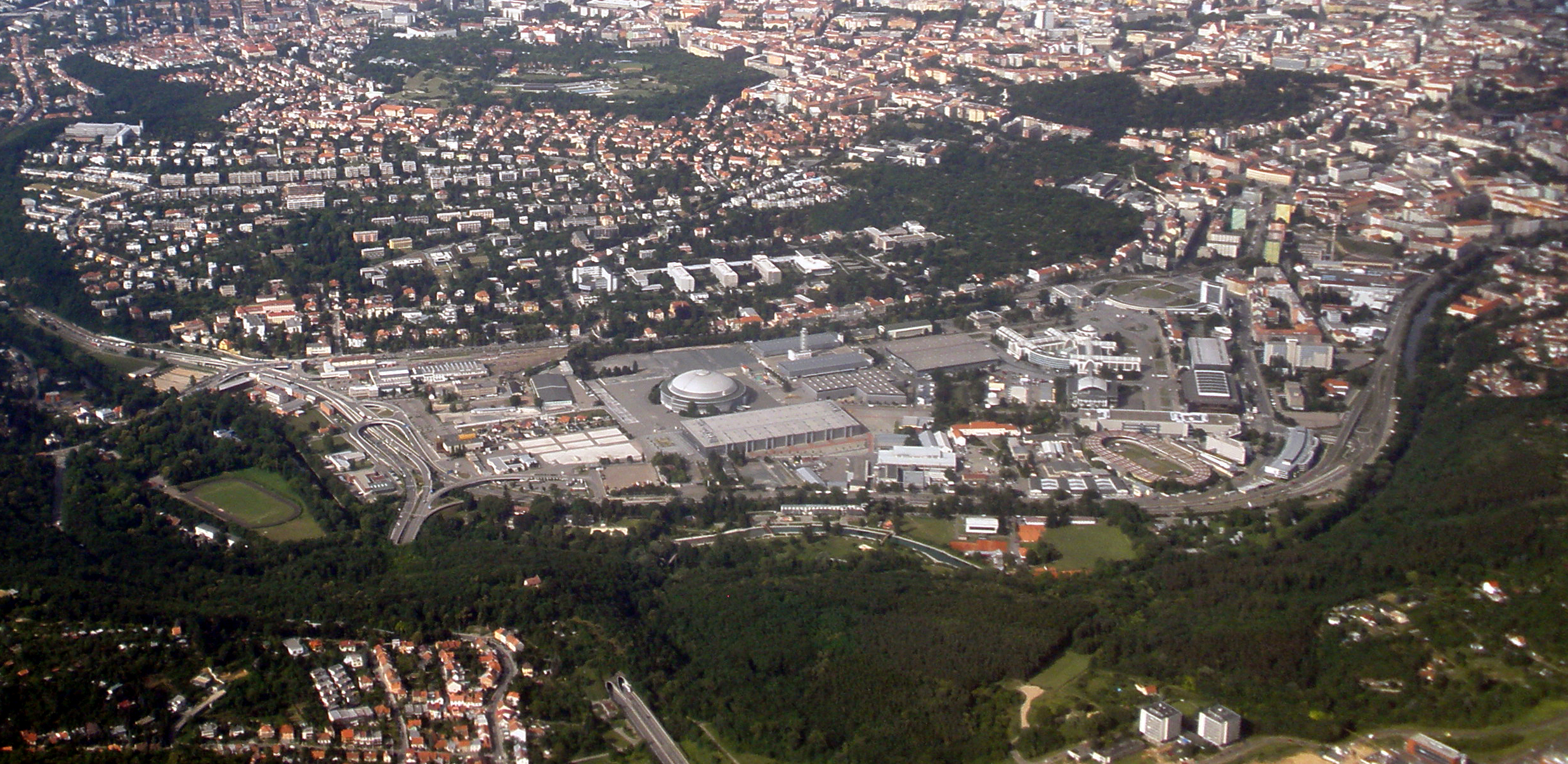
Brněnské výstaviště, dějiště závodů sportovní střelby ODM 2017

Kvalifikace a finále závodů vzduchových pušek a pistolí jednotlivců byly odvysílány živě na iVysílání České televize.
Na následující tabulce lze vidět výsledky disciplín vzduchová puška a pistole mix, kdy střílí vždy kluk a holka z reprezentace spolu, přičemž jednotlivé výsledky obou se sčítají. Finále bylo v obou případech těsné (se skórem 5:3 u pušky a 5:4 u pistole).
|     | Vzduchová pistole MIX | Vzduchová pistole MIX | Vzduchová pistole MIX | Vzduchová pistole MIX | Vzduchová puška MIX  | Vzduchová puška MIX | Vzduchová puška MIX | Vzduchová puška MIX |
| Tým | Výsledek              | Výsledek              | Výsledek              | Tým                   | Výsledek             | Výsledek            | Výsledek            |                     |
| Tým | Základ                | Semifinále            | Finále                | Tým                   | Základ               | Semifinále          | Finále              |                     |
| --- | --------------------- | --------------------- | --------------------- | --------------------- | -------------------- | ------------------- | ------------------- | ------------------- |
| 1.  | Plzeňský kraj         | 467                   | 224,4                 | 5                     | Plzeňský kraj        | 499,6               | 242,9               | 5                   |
| 2.  | Ústecký kraj          | 449                   | 217,8                 | 4                     | Liberecký kraj       | 508,0               | 240,7               | 3                   |
| 3.  | Liberecký kraj        | 430                   | 210,0                 | -                     | Moravskoslezský kraj | 512,4               | 241,7               | -                   |

Sportovní střelbu suverénně ovládla krajská reprezentace Plzeňského kraje, když získala pět zlatých a jednu stříbrnou medaili. Pořádající Jihomoravský kraj získal zbývající jednu zlatou medaili a umístil se tak v celkovém pořadí na druhém místě. Třetí místo obsadil díky dvěma stříbrnými medailemi Liberecký kraj. Oproti minulým letům však dosáhlo na medaili méně krajských reprezentací (pouze 8).
| Letní olympiáda dětí a mládeže 2017 (sportovní střelba) | Letní olympiáda dětí a mládeže 2017 (sportovní střelba) | Letní olympiáda dětí a mládeže 2017 (sportovní střelba) | Letní olympiáda dětí a mládeže 2017 (sportovní střelba) | Letní olympiáda dětí a mládeže 2017 (sportovní střelba) | Letní olympiáda dětí a mládeže 2017 (sportovní střelba) |
| Pořadí                                                  | Krajská reprezentace                                    | Zlato                                                   | Stříbro                                                 | Bronz                                                   | Celkem                                                  |
| ------------------------------------------------------- | ------------------------------------------------------- | ------------------------------------------------------- | ------------------------------------------------------- | ------------------------------------------------------- | ------------------------------------------------------- |
| 1.                                                      | Plzeňský kraj                                           | 5                                                       | 1                                                       | 0                                                       | 6                                                       |
| 2.                                                      | Jihomoravský kraj                                       | 1                                                       | 1                                                       | 0                                                       | 2                                                       |
| 3.                                                      | Liberecký kraj                                          | 0                                                       | 2                                                       | 1                                                       | 3                                                       |
| 4.                                                      | Ústecký kraj                                            | 0                                                       | 1                                                       | 0                                                       | 1                                                       |
| 4.                                                      | Zlínský kraj                                            | 0                                                       | 1                                                       | 0                                                       | 1                                                       |
| 6.                                                      | Moravskoslezský kraj                                    | 0                                                       | 0                                                       | 3                                                       | 3                                                       |
| 7.                                                      | Královéhradecký kraj                                    | 0                                                       | 0                                                       | 1                                                       | 1                                                       |
| 7.                                                      | Jihočeský kraj                                          | 0                                                       | 0                                                       | 1                                                       | 1                                                       |